# Kenyentulus imadatei
Kenyentulus imadatei är en urinsektsart som beskrevs av Nakamura 1997. Kenyentulus imadatei ingår i släktet Kenyentulus och familjen lönntrevfotingar. Inga underarter finns listade i Catalogue of Life.